# Simfonia núm. 6 (Mahler)
La Simfonia núm. 6 en la menor de Gustav Mahler, de vegades denominada Tragische (Tràgica), va ser composta entre 1903 i 1904 (rev. 1906; partitura revisada repetidament). L'estrena va tenir lloc a Essen, el 27 de maig de 1906, dirigida pel compositor.
L'obra és única entre les simfonies de Mahler pel seu final clarament tràgic. Mahler és, per descomptat, considerat un compositor «tràgic» – però el fet és que la major part de les seues simfonies tenen un final triomfant (Nos. 1, 2, 3, 5, 7, i 8), mentre que la resta acaba amb placidesa (Simfonia núm. 4), amb tranquil·la resignació (Simfonia núm. 9), o amb una calma radiant (Simfonia núm. 10). El final tràgic, gairebé nihilista de la simfonia núm. 6 ha estat considerat de fet com quelcom estrany, atès que aquesta simfonia va ser composta en una època aparentment d'extraordinària felicitat en la vida de l'autor: s'acabava de casar amb Alma Schindler l'any 1902, i durant el seu treball en la simfonia, va nàixer la seua segona filla.
Potser degut al seu caràcter sever i el seu devastador pessimisme, la simfonia no és la més popular del compositor entre el públic general. No obstant això, molts l'han considerada com la més exquisida de les seues simfonies, i és molt apreciada pels músics. Alban Berg i Anton Webern la van lloar: per a Berg era «l'única sisena, llevat de la Pastoral» de Beethoven; mentre que Webern la va dirigir en diverses ocasions.
L'origen del seu sobrenom és dubtós. El programa de la seua estrena a Viena, (4 de gener de 1907) mostra el subtítol Tragische, però aquest sobenom no apareix – al contrari del que afirma l'expert en l'obra de Mahler, Henri-Louis de la Grange – en el programa de la presentació de l'obra a Múnic, el 8 de novembre de 1906. Tampoc no apareix el sobrenom Tragische en les partitures publicades per C. F. Kahnt (primera edició, 1906; edició revisada, 1906), ni en l'anàlisi temàtica, aprovat oficialment, de Richard Specht, ni tampoc en les transcripcions per a piano degudes a Alexander von Zemlinsky (1906). En les seues memòries sobre Gustav Mahler, Bruno Walter reivindica que «Mahler l'anomenava com la seua Simfonia Tràgica», i això se cita sovint com a suport del sobrenom, que molts consideren absolutament adient al caràcter de l'obra. Però el fet és que Mahler no va denominar així la simfonia mentre la componia, ni quan la va estrenar, ni quan la va publicar, ni quan va animar Specht a fer-ne l'anàlisi, ni quan va encoratjar Zemlinsky a fer-ne la reducció per a piano. Per altra banda, Mahler sempre va rebutjar clarament els títols (i programes) per a les seues simfonies; i ni el Lied der Nacht (Cant de la nit) subtítol de la Setena Simfonia, ni el Sinfonie der Tausend (Simfonia dels mil) per a la vuitena, pertanyen a Mahler. Per totes aquestes raons, el sobrenom de Tràgica no s'utilitza en les obres serioses de referència.

## Estructura
L'obra consta de quatre moviments i té una durada d'aproximadament 80 minuts. L'ordre dels moviments interiors ha estat objecte de controvèrsia. La primera edició publicada de la partitura (C. F. Kahnt, 1906) presentava els moviments en el següent ordre:
1. Allegro energico, ma non troppo. Heftig, aber markig.
2. Scherzo: Wuchtig
3. Andante moderato
4. Finale: Sostenuto – Allegro moderato – Allegro energico

Més tard, Mahler va col·locar l'Andante com a segon moviment, i aquest nou ordre dels moviments interiors es va reflectir en la segona i tercera edició publicades de la partitura, així com en l'estrena a Essen.
1. Allegro energico, ma non troppo. Heftig, aber markig.
2. Andante moderato
3. Scherzo: Wuchtig
4. Finale: Sostenuto – Allegro moderato – Allegro energico

Els tres primers moviments són relativament tradicionals en estructura i caràcter, amb un primer moviment en forma sonata estàndard (fins i tot incloent una repetició exacta de l'exposició, poc habitual en Mahler) que condueix als moviments centrals: un scherzo amb trios i un altre lent. No obstant això, els intents d'analitzar el vast final en termes de l'arquetip de la sonata han trobat serioses dificultats. Com ha assenyalat Dika Newlin⁣:
| « | té elements del que convencionalment es coneix com a 'forma de sonata', però la música no segueix un patró establert ... Així, el tractament 'expositiu' es fusiona directament amb el tipus d'escriptura contrapuntística i modulatòria pròpia de les seccions delaboració' ...; l'inici del grup temàtic principal és recapitulat en do menor en lloc de la menor, i el tema coral en do menor ... de l'exposició no és recapitulat mai del tot. | » |

### I.Allegro energico, ma non troppo.Heftig, aber markig.
El primer moviment, que en la seva major part té el caràcter d'una marxa, presenta un motiu que consisteix en una tríada en la major que gira a la menor sobre un ritme característic de timbals. Els acords són tocats per trompetes i oboès quan s'escolten per primera vegada, amb les trompetes que sonen més fort en el primer acord i els oboès en el segon.
|  |  |

Aquest motiu reapareix en moviments posteriors. El primer moviment també presenta una melodia en crescendo que l'esposa del compositor, Alma Mahler, va afirmar que la representava. Aquesta melodia sovint s'anomena "tema d'Alma". Una reafirmació d'aquest tema al final del moviment marca el punt més feliç de la simfonia.

### II.Scherzo: Wuchtig
L'scherzo marca un retorn als ritmes de marxa implacables del primer moviment, encara que en un context mètric de "triple temps".
El seu trio (la secció del mig), marcat Altväterisch ('passat de moda'), és rítmicament irregular (4/8 canviant a 3/8 i 3/4) i de caràcter una mica més suau.
Segons Alma Mahler, en aquest moviment Mahler "representava els jocs poc rítmics dels dos nens, vacil·lant en ziga-zagues sobre la sorra". La cronologia de la seva composició suggereix el contrari. El moviment es va compondre l'estiu de 1903, quan Maria Anna (nascuda el novembre de 1902) tenia menys d'un any. Anna Justine va néixer un any més tard, el juny de 1904.

### III.Andante moderato
L'andante proporciona un respir de la intensitat de la resta del treball. El seu tema principal és una frase introspectiva de deu compassos en mi ♭ major, encara que sovint també toca el mode menor. L'orquestració és més delicada i reservada en aquest moviment, el que el fa encara més commovedor en comparació amb els altres tres.

### IV.Finale: Sostenuto – Allegro moderato – Allegro energico
L'últim moviment és una forma sonata estesa amb una introducció i una coda, caracteritzada per canvis dràstics en l'estat d'ànim i el tempo, el canvi sobtat de la gloriosa melodia a una profunda agonia.
El moviment està marcat per dos cops de martell. La partitura original tenia cinc cops de martell, que Mahler va reduir posteriorment a tres, i finalment a dos.
Alma va citar el seu marit dient que aquests eren tres cops poderosos del destí que havien caigut sobre l'heroi, "el tercer dels quals l'abat com un arbre". Ella va identificar aquests cops amb tres esdeveniments posteriors a la vida de Gustav Mahler: la mort de la seva filla gran, Maria Anna Mahler, el diagnòstic d'una condició cardíaca eventualment fatal, i la seva forçada renúncia de l'Òpera de Viena i la seva partida de Viena. Quan va revisar l'obra, Mahler va eliminar l'últim d'aquests tres cops de martell, de manera que la música arribava a un moment sobtat de quietud en lloc del tercer cop. Alguns enregistraments i actuacions, en particular els de Leonard Bernstein, han restaurat el tercer cop de martell. El fragment acaba amb el mateix motiu rítmic que apareixia al primer moviment, però l'acord sobre ell és simplement una tríada de la menor, en comptes de la major que es converteix en la menor. Després del tercer passatge del 'cop de martell', la música es debat a les tenebres i llavors els trombons i les trompes comencen a oferir consol. No obstant això, després que girin breument a major, s'esvaeixen i les últimes mesures erupcionen fff en menor.

## Orquestració
La simfonia està composta per a gran orquestra composta de quatre flautes (3a i 4a doblades amb piccolo), piccolo, quatre oboès (3r i 4t doblats amb corn anglès), corn anglès, clarinet en Re i Mi-bemoll, 3 clarinets en la i Si bemoll, un clarinet baix, quatre fagots, un contrafagot, vuit trompes, sis trompetes, tres trombons, un trombó baix, una tuba, dos parells de timbals, glockenspiel, esquellots, campanes tubulars, Ruthe (un feix de canyes o vímet per a colpejar), martell (vegeu més endavant), plats (doblats), caixa, xilòfon, triangle, dues arpes, celesta i corda (violins, violes, violoncels i contrabaixos).
A diferència d'algunes simfonies de Mahler, aquesta no requereix de part vocal.
El so del martell, que es fa servir en el darrer moviment, va ser prescrit per Mahler com "breu i punyent però de ressonància fosca i de timbre no metàl·lic". El so usat en l'estrena no va ser prou punyent com per aplegar a tota la sala, i en realitat la dificultat de trobar l'adequat volum respectant el caràcter fosc requerit, continua sent un problema per a les orquestres modernes. S'han utilitzat diversos mètodes per produir aquest so, incloent-hi una maça de fusta colpejant una superfície de fusta, una maça metàl·lica colpejant una caixa de fusta, un tabal baix, o de vegades més d'un d'aquests mètodes simultàniament.

## Història[calcitació]
Hi ha certa controvèrsia sobre l'ordre dels dos moviments centrals, tot i que recerques recents han aclarit bastant aquest extrem. se sap que Mahler va concebre l'obra de manera que l'scherzo seria el segon moviment i el moviment lent el tercer, una distribució en certa manera poc convencional, però ja utilitzada en la grandiosa novena simfonia de Beethoven i en la vuitena de Bruckner (inacabada), així com en les mateixes simfonies 1 i 4 de Mahler. Amb aquesta distribució va ser conclosa la simfonia l'any 1904, i va ser publicada al març de 1906); i amb aquesta distribució Mahler va començar a assajar-ne l'estrena, per al maig de 1906. Però durant els assaigs, Mahler va decidir alterar l'ordre i va donar instruccions als seus editors, C.F. Kahnt, per traure una segona edició amb aquest canvi, i fins i tot incloure uns fullets advertint de l'errada en les còpies no venudes de la primera edició. La serietat d'aquesta decisió no ha de ser infraestimada: com Jeffrey Gantz ha puntualitzat, "Un compositor que estrena la seua simfonia Andante/Scherzo immediatament després de publicar-la com Scherzo/Andante pot esperar un cert grau de descrèdit públic, i [els crítics de la presentació de l'obra a Viena] no van estalviar-se el sarcasme". Malgrat tot, aquesta "segona concepció" de l'obra, va ser la utilitzada per Mahler en totes les ocasions en què la va dirigir; i és la manera en què va ser interpretada per altres durant la vida del compositor.
La primera vegada en què l'ordre original va ser utilitzat sembla que va ser l'any 1919, després que Alma haguera tramès un telegrama a Mengelberg dient-li "Primer Scherzo, després Andante". Mengelberg, que havia estat molt unit a Mahler fins a la mort d'aquest, i que havia dirigit feliçment la simfonia en l'ordre 'Andante/Scherzo', va alterar-lo a 'Scherzo/Andante'. En aquesta decisió sembla haver estat sol: altres directors com ara Oskar Fried i Dimitri Mitropoulos, van continuar interpretant (i eventualment enregistrant) l'obra en la forma 'Andante/Scherzo', com indicava la segona edició, fins als primers anys de la dècada del 1960.
Però l'any 1963, hi va aparèixer l'edició crítica d'Erwin Ratz, i en aquesta l'Scherzo precedia l'Andante. Tot i que Ratz mai no va donar cap raó (no citava el telegrama d'Alma) per a la seua afirmació que Mahler va canviar d'opinió una segona vegada poc abans de la seua mort; aquesta decisió editorial va ser qüestionada per pocs músics – i fins i tot aquells que no acceptaven aquesta "tercera concepció" van claudicar-hi (com en el cas de Barbirolli en el seu aclamat enregistrament de l'any 1967, que va donar instruccions a la seua discogràfica per alterar l'enregistrament de manera que estiguera d'acord amb l'edició crítica). La inexistència de documentació en suport a l'alteració de l'ordre per part de Ratz (i Alma), ha provocat que les edicions crítiques més recents tornen a situar l'ordre com 'Andante/Scherzo'; això no obstant, molts directors i orquestres encara mostren arguments (i prejudicis) per a situar l'Scherzo abans de l'Andante, com el fet que l'obra s'ha interpretat regularment així.
Formalment es tracta d'una de les simfonies més convencionals de Mahler, sent una de les qutre a tenir el tradicional nombre de quatre moviments. La forma i caràcter de cada moviment individual és també bastant tradicional, amb un primer moviment amb la forma sonata estàndard (que fins i tot inclou una repetició exacta de l'exposició, bastant inusual a Mahler), conduint als moviments centrals, un d'ells lent i l'altre un scherzo, més el final, també en forma sonata, ràpid i recopilatori de material escoltat prèviament.

## Composició[calcitació]
El primer moviment, que en la major art té caràcter de marxa, exposa un motiu consistent en una tríada en La major evolucionant a La menor sobre un ritme particular dels timbals (L'acord és interpretat per les trompetes i els oboès en la seua exposició):
Aquest motiu, que alguns comentaristes han identificat amb el "destí", reapareix en el moviments següents. El primer moviment també mostra una elevada melodia que l'esposa del compositor, Alma Mahler, va reivindicar com a representativa d'ella mateixa; aquesta melodia se sovint coneguda avui dia com el "Tema d'Alma". El final del moviment marca el punt més feliç de la simfonia, amb la reexposició del tema d'Alma.
L'andante és un descans respecte a la brutal intensitat de la resta de l'obra. El seu tema principal és una introspectiva frase de deu compassos que tècnicament està en la tonalitat de Mi bemoll major, tot i que el tema sol pot semblar major menor alternativament. L'orquestració és més delicada i reservada en aquest moviment, fent-lo més commovedor quan se'l compara amb la foscor dels altres tres moviments.
L'scherzo marca el retorn als incansables ritmes de marxa del primer moviment, concebut en mètrica terciària. El seu trio (la secció central), anomenada Altväterisch (en mode antic), és rítmicament irregular (el compàs varia de 4/8 a 3/8 i 3/4) i d'un caràcter més moderat. L'afirmació d'Alma, en una frase sovint repetida, que en aquest moviment Mahler "va representar els jocs arrítmics de les dues petites filles, vacil·lant en ziga-zaga sobre la sorra" és refusada per la cronologia: el moviment va ser compost l'estiu de 1903, quan Maria Anna Mahler (nascuda el novembre de 1902) tenia menys d'un any d'edat, i Anna Justine (nascuda el juliol de 1904) encara no havia estat concebuda. No obstant això, és acceptada àmpliament per molts intèrprets contemporanis, el que explica la manera entre informal i terrorífica en què és interpretat.
L'últim moviment és en forma sonata estesa, caracteritzat pels dràstics canvis en el caràcter i el tempo, els sobtats canvis des d'una elevada i gloriosa melodia a la més pregona i colpidora agonia. Aparentment, en aquest moviment Mahler va intentar enfrontar la por al seu propi fracàs artístic; com en els Kindertotenlieder, va triar un tema que li incumbia i s'hi va enfrontar directament. El moviment està puntuat per tres colps de martell. Alma va afirmar que el seu espòs havia dit que aquests colps eren els tres punyents colps del destí sobre l'heroi, "el tercer dels quals el fa caure com un arbre". Alma identificava els colps amb tres esdeveniments recents de la vida de Gustav Mahler: la mort de la seva filla major Maria Anna Mahler, el diagnòstic d'una malaltia cardíaca eventualment fatal, i la seua forçada renúncia a la direcció musical de l'òpera de Viena i l'abandó d'aquesta ciutat. En revisar l'obra, Mahler va llevar el darrer colp de martell per raons estructurals, però les interpretacions modernes l'han restaurat. L'obra conclou amb el mateix motiu rítmic amb què s'inicia el primer moviment, però l'acord és ara una tríada simple en La menor, en lloc de La major evolucionant a La menor.

## Estrenes
- Estrena absoluta: 27 de maig de 1906, Essen, dirigida pel compositor.
- Estrena americana: 11 de desembre de 1947, Nova York, dirigida per Dimitris Mitropoulos.